# 明特恩 (阿肯色州)
明特恩（英語：Minturn）是一個位於美國阿肯色州勞倫斯縣的城鎮。

## 地理
明特恩的座標為35°58′24″N 91°01′44″W / 35.97333°N 91.02889°W，而該地的平均海拔高度為79米（即259英尺）。

## 人口
根據2020年美國人口普查的數據，明特恩的面積為1.47平方千米，皆為陸地。當地共有人口87人，而人口密度為每平方千米59人。